# Vall del Vinalopó
La vall del Vinalopó és la depressió formada pel riu Vinalopó que es divideix tradicionalment en tres comarques: Alt Vinalopó, Vinalopó Mitjà i Baix Vinalopó. Hi ha una relació molt estreta entre les tres comarques pel que moltes vegades es parla de la vall del Vinalopó com una unitat. La població és de 465.478 i les ciutats més importants són les tres capitals comarcals: Elx, Elda i Villena. Tota la vall es caracteritza per un paisatge àrid conseqüència d'unes pluges entre els 250 mm i els 400 mm i es dedica a l'agricultura (raïm, vins, hortalisses), l'extracció de marbre, la indústria (calcer, pell, catifes) i els serveis.